# 조선경국전
《조선경국전》(朝鮮經國典)은 1394년(태조 3년) 음력 3월에 정도전이 저술한 조선 왕조의 건국이념과 정치·경제·사회·문화에 대한 기본 방향을 설정한 헌장 법전이다. 治․賦․禮․政․憲․工의 6전으로 구성되어 있다. 주된 내용은 각 항목에 대하여 그 항목을 설치한 이유 등에 관한 설명이다. 이에 대하여는 종래 經國典의 원문 내지 전문이라는 주장이 있으나, 經國典이 편찬된지 2년 7개월만에 경제육전(經濟六典)이 편찬된 점을 들어 대강만을 기술해 놓은 것이라는 주장이 유력하다.

## 개요
1394년 조선 태조 3년에 정도전이 지은 개인사찬이며 사용되지 않았다.
내용은 크게 ‘왕이 할 일’과 ‘신하가 할 일’로 나뉘어 있는데, 이것을 왕과 정부로 보기도 한다. 이 법전에서 정도전은 임금의 할 일로 다음과 같이 나누었다.
- 정보위 (正寶位) - 보위를 바르게 함
- 국호 (國號)
- 정국본 (定國本) - 국본(國本: 세자)을 정함
- 세계 (世系) -
- 교서 (敎書)

신하의 할 일로서 아래의 육전(六典)을 설치하여 각 전의 관할 사무를 규정하고 있다.
- 치(治)
- 부(賦)
- 예(禮)
- 정(政)
- 헌(憲)

憲典 總序 - “…그러므로 성인이 刑을 만든 것은 형에만 의지하여 정치를 하려는 것이 아니라, 오직 형으로써 정치를 보좌할 뿐인 것이다. 즉 형벌을 씀으로써 형벌을 쓰지 않게 하고, 형벌로 다스리되 형벌이 없어지기를 기하는 것이다. 만약 우리의 정치가 이미 이루어지게 된다면 형은 방치되어 쓰이지 않게 될 것이다.… 또 어리석은 백성이 법을 모르고 금법을 어기는 일이 있을까 염려해서 주무관청에 명하여 <大明律>을 방언으로 번역케 해서 대중으로 하여금 쉽게 깨우치게 하였고, 무릇 처단과 판결에 있어서는 모두 이 법률에 의거하였으니, 위로는 황제의 규범을 받들고 아래로는 백성의 생명을 존중하기 위한 것이다. 백성들이 금법을 알아서 법을 범하지 않을 것이며, 형은 방치되어 쓰이지 않게 될 날을 볼 것이다.…”
憲典 人命 鬪毆 - 사람과 사람은 다 같은 동류이며, 다 같은 우리 동포인 것이다. 그런 까닭에 서로 친해야 하고 서로 해쳐서는 안 되는 것이다. 서로 해치는 것을 금하지 않는다면 인류는 멸망하고 말 것이다. 그러므로 남을 죽인 자는 사형에 처하고, 남을 상해한 자는 죄의 경중에 따라서 상당한 형을 주는 것이니, 漢의 법이 좋은 것은 다 이 때문이다. 고금을 막론하고 형률을 제정하는 사람은 살상을 가장 중하게 다루고, 투구를 그 다음으로 다루지 아니함이 없다. 대개 형벌을 해서 형벌이 없어지게 하는 것은 공존하고자 하는 것이니, 아 인자한 일이구나! 인명투구편을 짓는다.
- 공(工)

## 구성
상하 두 권으로 이루어진 필사본으로 《삼봉집》에 들어 있다.

### 상권
1. 치전 (治典)
2. 부전 (賦典)
3. 예전 (禮典)

### 하권
1. 정전 (政典)
2. 헌전 (憲典)
3. 공전 (工典)

## 의의
이 책은 이후 1397년 조선 최초의 공식 법전인 《경제육전》으로 계승되었고, 경국대전의 모태가 되었다.

## 문화재 지정
- 조선경국전 - 보물 제1924호, 수원화성박물관 소장